# Матерасси, Сандро
Сандро Матерасси (итал. Sandro Materassi; 1904 — 1989) — итальянский скрипач и педагог.

## Биография
Учился у Паскуали во Флорентийской консерватории, совершенствовался у Енё Хубаи в Музыкальной академии им. Ференца Листа. В 1926 году познакомился с Луиджи Даллапикколой, когда тот изучал основы скрипичного искусства в консерватории. В 1930 году был образован просуществовавший до конца 1960-х дуэт Матерасси-Даллапиккола, регулярно выступавший в самых престижных концертных залах Европы с программами, состоявшими в основном из произведений композиторов XX века. Также Матерасси был первым исполнителем и вдохновителем обоих «Тартиниан» и «Двух этюдов» Даллапикколы. Ему посвящены «Вторая Тартиниана» и «Прощание Савонаролы» из «Песен заточения» композитора.
В 1950-е годы Матерасси был сделан ряд записей для компании «Страдивариус». В их числе сонаты Равеля и Яначека, «Концертный дуэт» Стравинского, «Вторая Тартиниана» и «Два этюда» Даллапикколы. Фрагменты исполнения Матерасси музыки Даллапикколы также звучат в сочинении «Emircal» Марио Перагалло на задействованной в работе магнитофонной ленте.
Всю свою жизнь Матерасси активно занимался педагогической деятельностью во флорентийской и болонской консерваториях. В 1991 году учениками Матерасси скрипачами Альберто Болоньи и Грацией Серрадиминьи был основан струнный квартет им. Матерасси (специализируется на современной музыке и существует до сих пор).